# Sougambus
Sougambus is een geslacht van spinnen uit de familie hangmatspinnen (Linyphiidae).

## Soorten
De volgende soorten zijn bij het geslacht ingedeeld:
- Sougambus bostoniensis (Emerton, 1882)